# Temple de la renommée
Pour les articles homonymes, voir HOF.
Cet article possède un paronyme, voir Hall of Femmes.
Un Temple de la renommée ou Panthéon (en anglais, Hall of Fame ou HOF) est une pratique qui consiste à honorer des individus ayant réalisé des choses majeures dans leurs domaines respectifs, comme dans le sport ou la musique. Un temple de la renommée peut être matérialisé par un mémorial, un musée ou un autre bâtiment consacré aux personnes honorées.
Il ne faut pas confondre les Halls of Fame avec les Walks of Fame (promenades de la gloire), séparées et distinctes des premiers.
Le premier Hall of Fame américain de l'histoire est le Hall of Fame for Great Americans, fondé en 1900. On trouve aujourd'hui des temples de la renommée dans la plupart des pays anglophones et également dans d'autres pays.
Cette page contient les articles concernant des Temples de la renommée ou des Halls of Fame, en raison des similarités entre les deux sujets.

## Sport

### Arts martiaux mixtes
- Temple de la renommée de l'Ultimate Fighting Championship

### Athlétisme
- Temple de la renommée de l'athlétisme
- Temple de la renommée de l'athlétisme des États-Unis

### Baseball
- Temple de la renommée du baseball
- Temple de la renommée du baseball du Japon
- Temple de la renommée du baseball australien
- Temple de la renommée du baseball canadien

### Basket-ball
- Basketball Hall of Fame
- FIBA Hall of Fame
- Women's Basketball Hall of Fame
- Académie du basket-ball français

### Boxe
- International Boxing Hall of Fame

### Catch
- Wrestling Observer Hall of Fame
- WWE Hall of Fame

### Courses hippiques
- Temple de la renommée des courses américaines
- Temple de la renommée des courses britanniques
- Temple de la renommée des courses japonaises
- Temple de la renommée des courses australiennes

### Cricket
- Australian Cricket Hall of Fame
- ICC Cricket Hall of Fame

### Cyclisme
- Hall of Fame, temple de la renommée de l'Union cycliste internationale
- Temple de la renommée du cyclisme américain
- British Cycling Hall of Fame
- Hall of Fame du Tour d'Italie

### Football
- English Football Hall of Fame
- Scottish Football Hall of Fame
- National Soccer Hall of Fame
- Hall of Fame du Rangers Football Club
- Temple de la renommée du football finlandais

### Football américain
- College Football Hall of Fame
- Pro Football Hall of Fame

### Football australien
- Temple de la renommée du football australien

### Football canadien
- Temple de la renommée du football canadien

### Golf
- World Golf Hall of Fame

### Gymnastique
- International Gymnastics Hall of Fame

### Handball
- Hall of Fame de l'Équipe de France masculine
- Temple de la renommée de la Fédération européenne de handball
- Temple de la renommée de l'ASOBAL (Espagne)

### Hockey sur glace
- Temple de la renommée du hockey
- Temple de la renommée de la Ligue américaine de hockey
- Temple de la renommée de l'IIHF
- Temple de la renommée du hockey américain
- Temple de la renommée du hockey finlandais
- Temple de la renommée du hockey français
- Temple de la renommée du hockey russe
- Temple de la renommée du hockey slovaque
- Temple de la renommée du hockey sud-africain
- Temple de la renommée du hockey tchèque
- Temple de la renommée du hockey slovène
- Temple de la renommée du hockey allemand
- Temple de la renommée du hockey britannique
- Temple de la renommée du hockey biélorusse

### Judo
- IJF Hall of Fame

### Natation
- International Swimming Hall of Fame

### Rugby
- Temple international de la renommée du rugby
- Temple de la renommée IRB
- Temple de la renommée du rugby à XIII britannique

### Sport automobile
- Temple international de la renommée du sport automobile
- Temple de la renommée de la FIA
- Hall of Fame des rallyes
- Motorsports Hall of Fame of America

### Sport motocycliste
- Motorcycle Hall of Fame
- Motorsports Hall of Fame of America

### Squash
- Temple de la renommée du squash

### Tennis
- International Tennis Hall of Fame

### Tennis de table
- Temple de la renommée du tennis de table

### Autres
- International Jewish Sports Hall of Fame
- Panthéon des sports canadiens
- Panthéon des sports du Québec
- Scottish Sports Hall of Fame
- Temple de la renommée des sports du pays de Galles

## Musique
- Blues Hall of Fame
- Country Music Hall of Fame
- Country Music DJ Hall of Fame
- Grammy Hall of Fame Award
- Rock and Roll Hall of Fame
- Rockabilly Hall of Fame
- Songwriters Hall of Fame

## Autres
- La Ruhmeshalle de Munich.
- L'Academy of Interactive Arts and Sciences Hall of Fame (jeux vidéo).
- Hall of Fame de Magic : l'assemblée.
- American National Business Hall of Fame
- L'Adult Video News Hall of Fame.
- Le Consumer Electronics Hall of Fame.
- Le National Women's Hall of Fame qui honore et perpétue la mémoire des citoyennes américaines qui se sont particulièrement illustrées dans le domaine des arts, des humanités, des sciences, de la politique, des affaires ou du sport.
- Le National Aviation Hall of Fame et le Soaring Hall of Fame
- Le National Inventors Hall of Fame honore les réalisations des inventeurs, peu importe leur nationalité, pour peu que celles-ci soient remarquables.
- Le National Toy Hall of Fame.
- Le New Jersey Hall of Fame.
- Le Hall of Great Western Performers célèbre les artistes ayant contribué au western.
- Panthéon canadien de l'art lyrique.
- Poker Hall of Fame.
- Prix Leica Hall of Fame.
- Robot Hall of Fame.
- Temple de la renommée Will Eisner, en bande dessinée.
- Temple de la renommée d'Internet célèbre les personnes ayant contribué au développement d'Internet.
- Hall of Fame Racing, écurie NASCAR.
- Le Burlesque Hall of Fame relatif au burlesque américain à Las Vegas.
- L'International Best Dressed Hall of Fame List
- Temple de la renommée des femmes aux États-Unis :
  - Temple de la renommée des femmes du Connecticut
  - Temple de la renommée des femmes du Texas

## Titres
Temple de la renommée est un titre d'œuvre notamment porté par :

- Hall of Fame, chanson du groupe de pop rock irlandais The Script ;
- Hall of Fame, deuxième album studio de Big Sean (2013) ;
- The Looney Tunes Hall of Fame, film de 1999 compilant les meilleurs dessins animés des Looney Tunes.